# The Return of Helen Redmond
The Return of Helen Redmond è un cortometraggio muto del 1914 diretto da Thomas Ricketts. Prodotto dalla Flying A e sceneggiato da Fred Montague, il film aveva come interpreti Winifred Greenwood, William Eason, Edward Coxen, George Field, Edith Borella.

## Trama
Neil Forrester sposa, contro il parere del fratello ecclesiastico, una chorus girl, Helen Redmond. La coppia ha una bambina, ma presto la madre si stanca di quella vita e torna sul palcoscenico, abbandonando la famiglia. Neil muore e suo fratello si incarica di allevare la piccola orfana.

Sono passati dieci anni. La bambina è cresciuta credendo la madre morta né lo zio le ha mai detto di essere stata abbandonata. Una sera, Helen, in mezzo agli amici, sente la nostalgia della figlia e decide di andare a visitarla. Quando la vede, ha il cuore spezzato e cerca di farsela amica, senza dirle chi è. Quando il cognato di accorge di quella visita, la caccia da casa ma poi si addolcisce e le dice che sarebbe sbagliato ormai portarla via con sé, che quella vita non farebbe per lei. Mentre il ministro va a prendere la piccola Marjorie, Helen ha la visione futura di ciò che potrebbe capitare a sua figlia se venisse a vivere con lei nel suo ambiente. Così accetta le parole del cognato e gli dice di continuare a prendersi cura lui della bambina. La donna abbandona il palcoscenico e, per vivere, dà lezioni di musica. Tornata a una vita semplice e laboriosa, si unirà presto anche alla figlia formando di nuovo una famiglia.

## Produzione
Il film fu prodotto dall'American Film Manufacturing Company come Flying A.

## Distribuzione
Distribuito dalla Mutual, il film - un cortometraggio in due bobine- uscì nelle sale cinematografiche degli Stati Uniti il 19 gennaio 1914.